# Dorfkirche Wartin

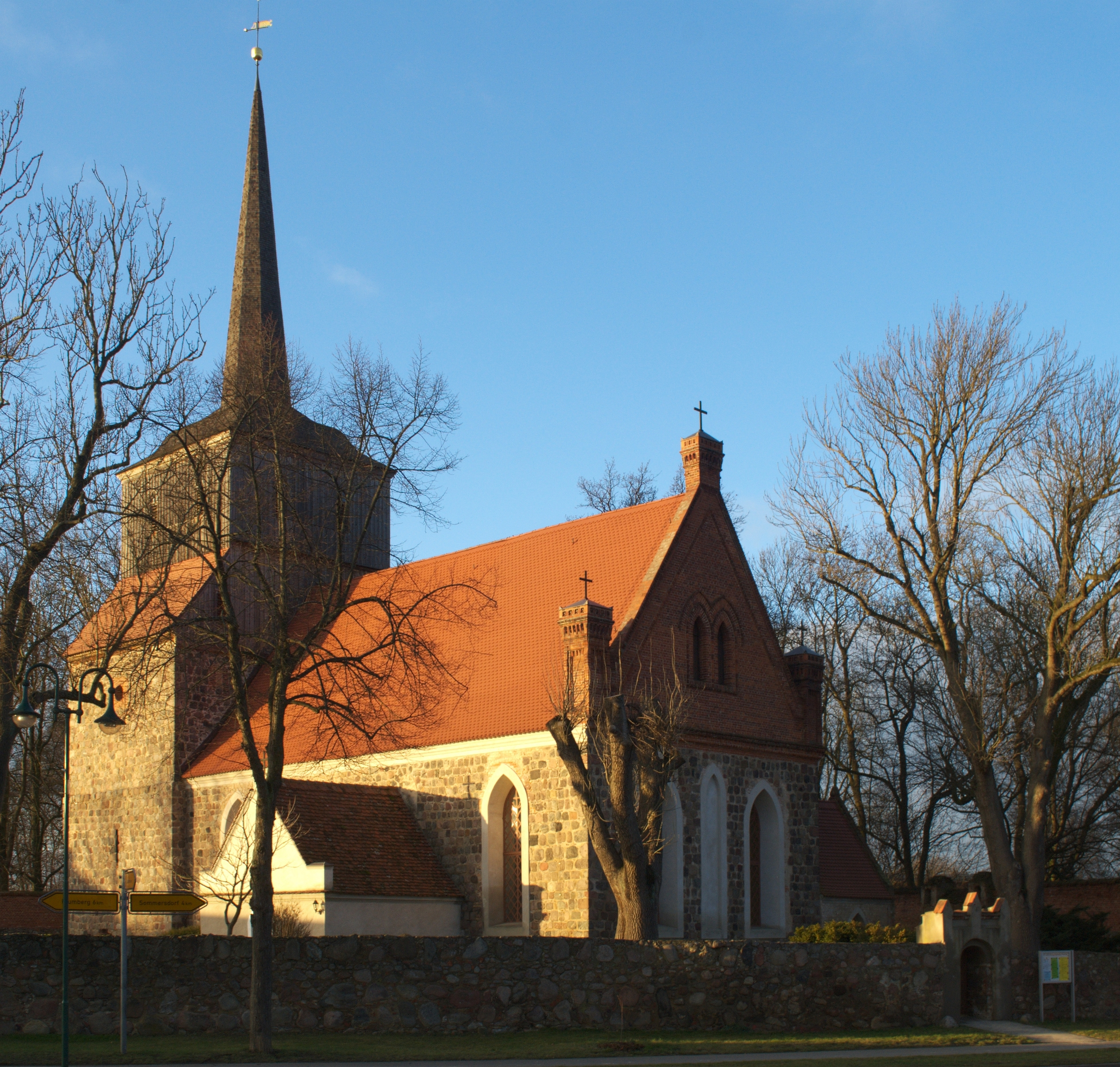
Dorfkirche Wartin

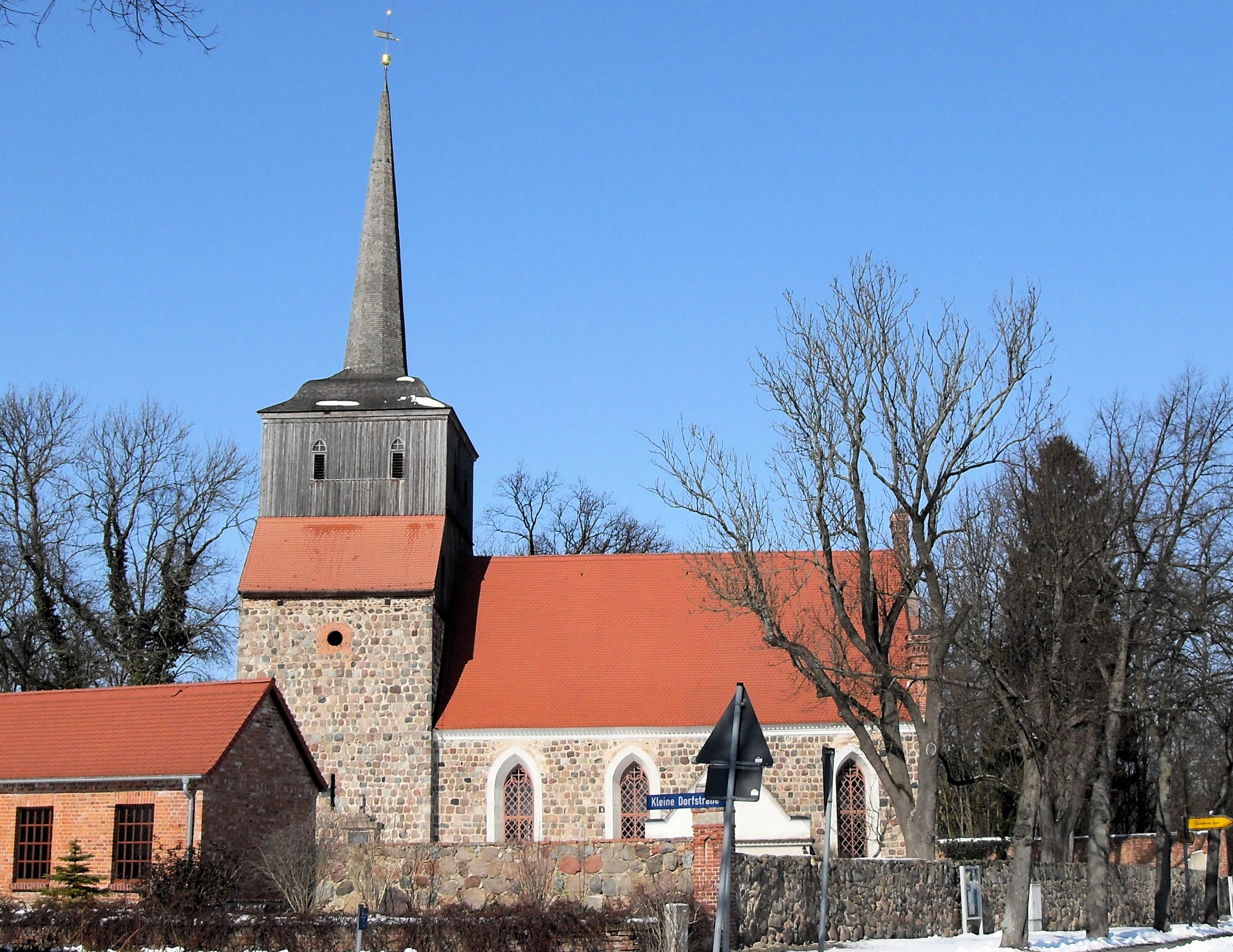
Ansicht von Süden

Die evangelische Dorfkirche Wartin ist eine gotische Saalkirche im Ortsteil Wartin von Casekow im Landkreis Uckermark in Brandenburg. Sie gehört zur Kirchengemeinde Blumberg im Pommerschen Evangelischen Kirchenkreis der Evangelisch-Lutherischen Kirche in Norddeutschland.

## Geschichte und Architektur
Die Kirche ist ein flachgedeckter rechteckiger Feldsteinbau aus der zweiten Hälfte des 13. Jahrhunderts mit einem etwas breiteren Westturm, der von einem verbretterten Aufsatz mit schlanker Helmspitze von 1699 bekrönt ist. Der Turm wurde in den Jahren 1994–1998 renoviert. Im Norden ist die Sakristei aus Backstein mit einem Blendengiebel des 15. Jahrhunderts angebaut.
Im Süden befindet sich eine Vorhalle mit einer Treppe zur Patronatsloge aus der ersten Hälfte des 17. Jahrhunderts. Im Jahr 1853 wurden die Fenster spitzbogig vergrößert und der Ostgiebel in Backstein erneuert. Über dem dreifach gestuften Westportal sind drei flache Rundbogenblenden aus Feldstein angeordnet, in Höhe der Traufkante des Schiffs ist ein Rücksprung im Westturmmauerwerk zu finden. Das Bauwerk wurde im Innern 1968 und 2003–2005 restauriert, die Westempore stammt von 1865.

## Ausstattung
Hauptstück der Ausstattung ist ein stattlicher hölzerner Kanzelaltar aus dem Jahr 1715, der vermutlich aus der Stettiner Werkstatt Rosenberg stammt. Seitlich der mit Engelsköpfen und Voluten an den Korbkanten geschmückten Kanzel sind je zwei Säulen angeordnet, die ein Gebälk mit Segmentgiebel tragen und von Schnitzwangen gerahmt werden. Der Altar ist mit Wolkenkranz, Strahlenglorie und Puttenköpfen bekrönt. Die Altarschranke ist mit reicher durchbrochener Schnitzerei versehen. Ein fast lebensgroßer, aufrecht auf einer kleinen Wolke stehender Taufengel stammt von 1708. Vom Patronatsgestühl ist ein Aufsatz mit reicher Akanthusschnitzerei erhalten.
Ein silbervergoldeter Kelch mit Patene wurde 1734 geschaffen. Eine Tafel mit Bibeltext und eine Wappentafel stammen aus der ersten Hälfte des 18. Jahrhunderts.

## Orgel
Die Orgel ist ein Werk von Joachim Wagner aus dem Jahr 1744 mit neun Registern auf einem Manual und Pedal. Der Prospekt wurde vom ortsansässigen Orgelbauer Christian Friedrich Voigt geschaffen und ist von Posaunenengeln und Wappen bekrönt. Die Orgel wurde 1853 in der Disposition geändert und 1909 durch Barnim Grüneberg erweitert. Eine Restaurierung durch die Firma Schuke Orgelbau wurde 2002 vorgenommen. 2021 sind weitere Maßnahmen zu einer möglichen Rekonstruktion der Wagner-Disposition vorgesehen. Die Disposition lautet:
| I Manual C–c3 |       |
| Principal     | 8′    |
| Gedackt       | 8′    |
| Salicional    | 8′    |
| Principal     | 4′    |
| Flöte         | 4′    |
| Quinte        | 2 ⁄3′ |
| Octave        | 2′    |
| Cornet III D  |       |

| Pedal C–h0 |     |
| Subbass    | 16′ |

- Sonstige Register: Calcant (Zimbelstern und Trompetenengel sind als Züge nicht mehr vorhanden)
- Koppeln: Pedalcoppel